# Bataille de Ballina
Rébellion irlandaise
Batailles
- Ballymore-Eustace
- Naas
- Prosperous
- Kilcullen
- Carlow
- Harrow
- Tara Hill
- Oulart Hill
- Enniscorthy
- Newtownmountkennedy
- Three Rocks
- Bunclody
- Tuberneering
- New Ross
- Antrim
- Arklow
- Saintfield
- Ballynahinch
- Duncairn
- Ovidstown
- Foulksmills
- Vinegar Hill
- Ballyellis

- 1er Killala
- Ballina
- Castlebar
- Collooney
- Ballinamuck
- 2e Killala
- Île de Toraigh

La bataille de Ballina a eu lieu dans le comté de Mayo lors de la rébellion irlandaise de 1798. Le 24 août 1798, la ville de Ballina est prise par les troupes républicaines françaises et irlandaises.

## Déroulement
Le lendemain de la prise de Killala par les Français, le général Sarrazin et le capitaine Huet effectuent une reconnaissance sur Ballina. En chemin, ils rencontrent un détachement de cavalerie qui se replie après une courte escarmouche contre les grenadiers. Le général Humbert décide d'attaquer la ville le lendemain,.
Le 24 août 1798, la petite armée française, forte de 1 030 hommes et renforcée par des volontaires irlandais, sort de Killala et marche sur Ballina. Le général Sarrazin commande l'avant-garde avec quatre compagnies d'infanterie de ligne et un détachement de grenadiers et de chasseurs à cheval. De son côté, l'adjudant général Fontaine à la tête des Irlandais et de quatre compagnies de canonniers reçoit l'ordre de contourner la place par la route de Foxford au sud,. 
La garnison commandée par le colonel Thomas Chapman et le major Keir des dragons carabiniers, fait sortir un détachement qui se poste sur un pont en avant de la ville. Sans tirer un coup de feu, les Français mettent les Britanniques en fuite par une charge à la baïonnette. Le colonel Champan décide alors d'ordonner la retraite et les Britanniques se replient sur Foxford, longuement poursuivis par les chasseurs à cheval. Les Français s'emparent de la ville dans la nuit du 24 août.

## Les pertes
Selon l'adjudant-général Fontaine, les pertes françaises sont d'un mort et deux blessés, il affirme également que les Britanniques perdent beaucoup de tués et de blessés, dont cinq officiers. Dans son rapport Humbert écrit également qu'il fit plusieurs prisonniers.
D'après les Britanniques, leurs pertes sont de deux dragons carabiniers blessés, et d'un volontaire, le révérend George Fortescue, tué lors du combat. Un homme de la yeomanry est également fait prisonnier.